# Sirine Guezmir
Sirine Guezmir, née le 16 septembre 1994, est une haltérophile tunisienne.

## Carrière
Sirine Guezmir est médaillée d'or à l'arraché et au total et médaillée d'argent à l'épaulé-jeté et au total dans la catégorie des moins de 75 kg aux championnats d'Afrique 2013 à Casablanca.